# Maria-Christine von Urach
Maria Christine Gabriele Antonie Irmgard Księżna von Urach (ur. 18 kwietnia 1933 w Stuttrarcie, zm. 2 września 1990 tamże) – niemiecka inżynier w firmie Daimler-Benz.

## Życiorys
Urodziła się w arystokratycznej rodzinie Urach. Jej ojciec, Wilhelm von Urach, był również inżynierem i kierownikiem muzeum firmy Daimler-Benz. Studiowała na Uniwersytecie w Stuttgarcie, który ukończyła w 1959. Rozpoczęła pracę zawodową jako inżynier w dziale rozwoju w firmie Daimler-Benz. Rok po rozpoczęciu pracy, po powstaniu działu informatyki, rozpoczęła z nim współpracę, a w 1969 została jego kierowniczką. W 1973 została szefową działu organizacji, w 1979 jego dyrektorką. Szybki awans osiągnęła dzięki wyspecjalizowaniu się w nowej dziedzinie wiedzy. Od 1978 była pierwszą kobietą w radzie nadzorczej Daimler-Benz. Była kierowniczką jednej z grup Verein Deutscher Ingenieure i Gesellschaft für Informatik.